# Marie-Isabelle de Bavière de Schagen
Marie-Isabelle de Bavière de Schagen, née le 28 octobre 1677 à La Haye et morte le 29 juillet 1733  à Warfusée, comtesse de Warfusée et de Drunen, 12e dame de Schagen, Schagerkogge, Burghorn, Wognum et Warmond, est une aristocrate.
En tant que dernière descendante de la maison de Bavière-Schagen, branche bâtarde de la maison de Wittelsbach, elle hérite, entre autres, du comté de Warfusée, qui est transféré aux comtes d'Oultremont par son mariage en 1707.

## Biographie
Descendante de Willem de Bavière-Schagen, Marie-Isabelle de Bavière de Schagen est la fille de Floris Carel van Beieren-Schagen (nl) et de Jacoba Maria van Wassenaar. Elle est la cousine germaine de Maurits Lodewijk II van Nassau-LaLecq.

### Mariage
Après la mort de ses frères Diederik Thomas de Bavière-Schagen, Johan de Bavière-Schagen et Karel Joseph de Bavière-Schagen, tous trois tués lors de la bataille de Ramillies le 23 mai 1706, elle devient Dame de Schagen. Cela fait d'elle un prétendant recherchée. Jean-François-Paul-Émile, comte d' Oultremont, baron de Han-sur-Lesse et seigneur de Lamine et Chevetogne du pays liégeois, lui demande sa main et l'épouse à l'âge de 30 ans.
Les enfants suivants sont nés de son mariage :
- Marie-Catherine d'Oultremont, chanoinesse de Maubeuge ;
- Jeanne-Marie d'Oultremont, chanoinesse de Maubeuge ;
- Olympe Charlotte d'Oultremont, chanoinesse de Mons, épouse du général Théodore Antoine de Berlaymont et mère de Florent-Théodore de Berlaymont ;
- Jean d'Oultremont, marié avec Maria Jacoba Tjarck de Waltha. Ils ont neuf enfants ;
- Louis Albert d'Oultremont, lieutenant-colonel du prince Eugène dans la guerre contre les Turcs ;
- Charles-Nicolas d'Oultremont comte d'Oultremont et prince-évêque de Liège ;
- Florent Henri Emile d'Oultremont de Warfusée, comte d'Oultremont et Warfusée, 13e seigneur de Schagen de 1734 à 1762, officier au régiment de la Vieille marine. Il épouse la comtesse Anna Louisa Florentia de Lannoy de Clerveaux :
  - Louis Aftien Emile d'Oultremont et Warfusé, comte d'Oultremont et Warfusée, 14e seigneur de Schagen de 1763 à 1782,
  - Théodore Henri Antoine d'Oultremont et Warfusé, comte d'Oultremont et Warfusée, 15e seigneur de Schagen de 1782 à 1784.

### Bruxelles
Marie-Isabelle déménage du château de Schagen vers le 21 de la rue Brederode à Bruxelles, devenu la résidence permanente des d'Oultremont à partir de 1826. Le bâtiment abrite aujourd'hui la Fondation Roi Baudouin. Le château de Schagen tombe alors en ruine. Son mari hérite du manoir Schagen et du château en 1733.
Lors de son déménagement, elle emporte avec elle huit portraits ont déménagé. Ces peintures contiennent les portraits de :
- Anna van Assendelft (-1590), épouse de Jan van Schagen ;
- Jacqueline de Hainaut (1401-1436), comtesse de Hollande [1] ;
- Adriaen van Bronckhorst, XVIe siècle, peintre anonyme ;
- Joost van Bronckhorst, seigneur de Bleiwijk et comptable à La Haye, (XVIe siècle), peintre anonyme ;
- Maria van Bronckhorst, artisan de la ville (XVIIe siècle), peintre anonyme ;
- Nicolaes van Bronckhorst, seigneur de la ville (-1618), peintre anonyme ;
- N. van Bronckhorst, pasteur à Oudwijk, peintre anonyme ;
- Willem van Bronckhorst (-1559), peintre anonyme[2].